# تمكين الأيتام
تمكين الأيتام (بالإنجليزية: Empower Orphans)‏، هي منظمة غير هادفة للربح، أُسست عام 2009، تعمل على معالجة المشاكل المتعلقة بالأطفال الأيتام والأطفال المولودين في منازل تعيش في الفقر. تهدف المنظمة إلى تحقيق الاكتفاء الذاتي عن طريق توفير الأدوات للأطفال للحصول على التعليم الأساسي والمهارات التقنية للحصول على سبل مستدامة للعيش. توفر منظمة تمكين الأيتام أيضًا المأكل والملبس والرعاية الصحية بالإضافة إلى الإمدادات الطبية لإنشاء بيئة تعليمية ناجحة.

## التاريخ
بدأت نيها غوبتا المنظمة عندما كانت في الـ 9 من عمرها، غيرت نيها غوبتا المولودة في 23 من مايو في عام 1996 حياة الكثيرين ليس بسبب مساعداتها للأيتام في الهند فقط، ولكن من خلال دعمها للمنظمات في بلدتها أيضاً. ولقد ألهمتها زيارتها لجدتها في الهند حين رأت الأطفال الفقراء إلى إنشاء منظمة تمكين الأطفال. ولقد أصبحت نيها غوبتا في عام 2014 أول شخص أمريكي يحصل على جائزة نوبل للسلام الدولي للأطفال.

## المشاريع

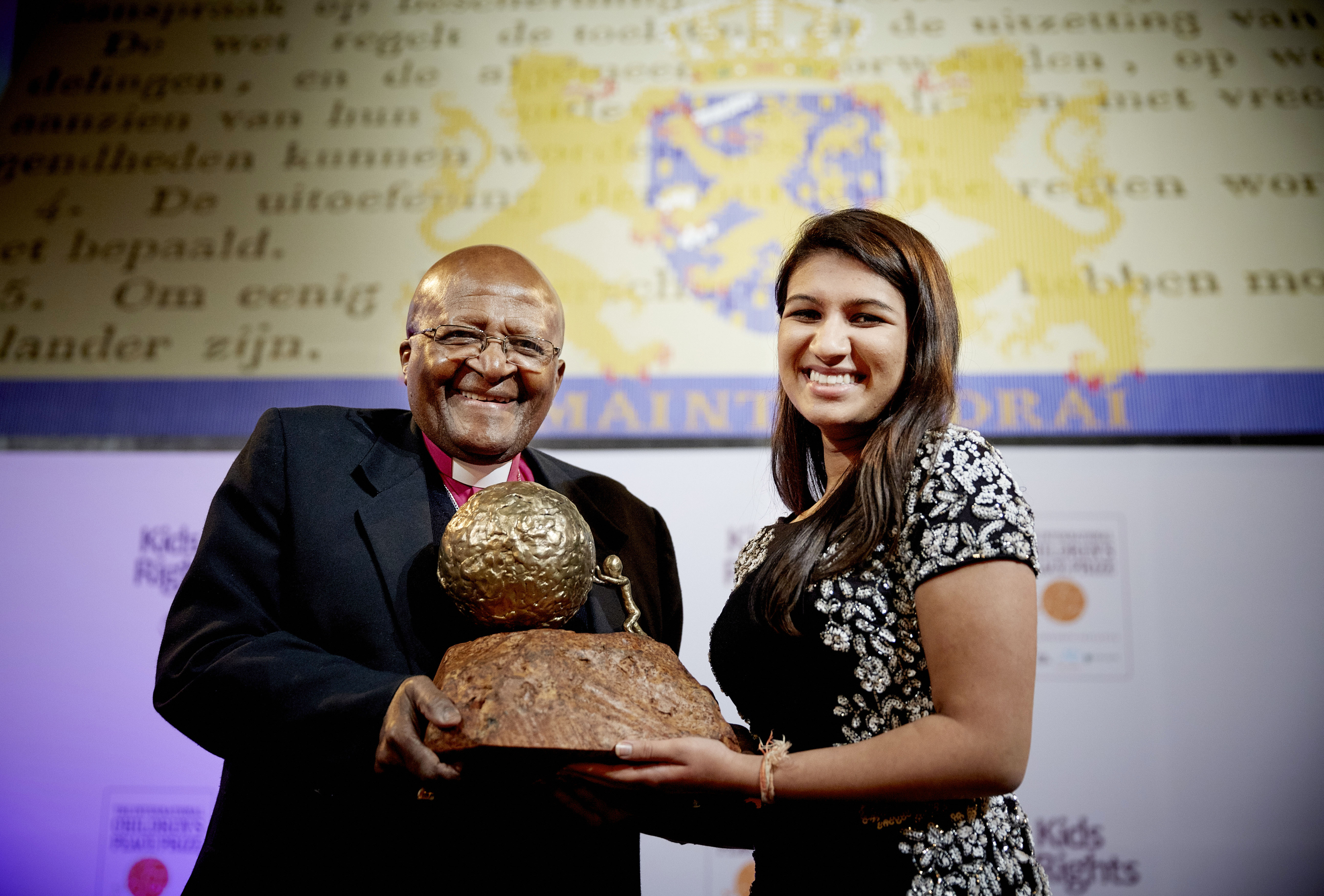
نيها غوبتا تستلم جائزة السلام العالمي للأطفال

استثمرت نيها غوبتا الكثير من الأموال في مشاريع لصالح الأيتام والأطفال الفقراء في مجالات التعليم والصحة.

### التعليم
- أنشأت 5 مكتبات بالإضافة إلى ما مجموعه 15,500 كتاب في ميتم و4 مدارس للأطفال الفقراء.[5]
- افتتحت 4 معامل للحواسيب في المدارس الفقيرة.
- أنشأت مختبر علمي مزود بمجاهر في مدرسة أطفال فقراء.
- أنشأت جمعية للخياطة يوجد فيها 30 آلة خياطة للأشقاء الأكبر سناً للأطفال الذي يدرسون في المدارس الفقيرة. أُعطيت آلات الخياطة للخريجين، مما أتاح لهم الفرصة في البدء بأعمالهم الخاصة مباشرة وكسب لقمة العيش ومساعدة أسرهم.[6]
- التكفل بالتعليم الكامل لـ 100 طفل فقير.

### الرعاية الصحية
- التبرع بأكثر من 200 شاحنة محملة بالأثاث المنزلي لتحسين ظروف المعيشة للأطفال الفقراء في مقاطعة ميلووكي والولايات المتحدة الأمريكية.
- توفير 5000 حفاضة للأطفال من خلال بنك فيلادلفيا للحفاضات.
- تركيب نظام تنقية للمياه ومياه الآبار لتستفيد منها الآف القرى في الهند.
- إجراء معسكر طبي للعيون والأسنان مدته 4 أيام لـ 360 طفل فقير. حيث قيم الأطباء احتياج كل طفل وقُدمت الرعاية المطلوبة للأطفال. قُدم لـ 56 طفلاً علاجًا للعيون وقُدم لـ 103 آخرين علاج أسنان دائم.[7][8]
- قامت برعاية عمليات لضحايا شلل الأطفال.
- وفرت الطعام المغذي والكتب والحقائب المدرسية والأحذية والملابس الدافئة والبطانيات لآلاف الأيتام.[9][10]

### الجوائز
- جائزة نوبل للسلام الدولي للأطفال.[2][3][4]
- جائزة عالم من الأطفال (تعتبر كجائزة نوبل للدفاع عن حقوق الطفل)
- جائزة المجتمع لروح التعقل.
- جائزة كول للمهتمين بالأطفال.
- جائزة كل نجم مُغير للعالم NHL.
- جائزة بصيص ضوء يصنع فرقاً كل يوم.
- جائزة نستله أفضل ما في الشباب.
- جائزة كوكا كولا للباحث العلمي.
- جائزة الرعاية والدخول في قاعة رعاية المشاهير.
- الميدالية الذهبية لرئيس الخدمة التطوعية (وهذا يتضمن شهادة ورسالة من الرئيس أوباما ودبوس ذهبي).[11]
- جائزة بنك واكوفيا الخيرية ("من ستشكر").[12][13]